# Sommet du G8 de 1997
Pour un article plus général, voir Sommet du G8.
Le sommet du G8 1997, 23e réunion du G8, réunissait les dirigeants des 8 pays démocratiques les plus industrialisés et pour la première fois la Russie, ou G8, du  20 au 22 juin 1997, dans la ville américaine de Denver.

## Participants
| Participants au G8            |                  |                   |                                       |
| Membre                        | Membre           | Représenté par    | Fonction                              |
| Drapeau du Canada             | Canada           | Jean Chrétien     | Premier ministre                      |
| Drapeau de la France          | France           | Jacques Chirac    | Président                             |
| Drapeau de l'Allemagne        | Allemagne        | Helmut Kohl       | Chancelier                            |
| Drapeau de l'Italie           | Italie           | Romano Prodi      | Président du Conseil                  |
| Drapeau du Japon              | Japon            | Ryūtarō Hashimoto | Premier ministre                      |
| Drapeau du Royaume-Uni        | Royaume-Uni      | Tony Blair        | Premier ministre                      |
| Drapeau de la Russie          | Russie           | Boris Eltsine     | Président                             |
| Drapeau des États-Unis        | États-Unis       | Bill Clinton      | Président                             |
| Drapeau de l’Union européenne | Union européenne | Jacques Santer    | Président de la Commission européenne |
| Drapeau de l’Union européenne | Union européenne | Wim Kok           | Président du Conseil européen         |